# Olympische Sommerspiele 1972/Turnen – Mannschaftsmehrkampf (Männer)
Der Mannschaftsmehrkampf im Turnen der Männer bei den Olympischen Sommerspielen 1972 in München fand am 27. und 28. August in der Olympiahalle München statt.
Eine Mannschaft bestand aus sechs Turnern. Jeder Turner musste eine Pflichtübung und eine Kür an einem der drei Geräte turnen. Die Punkte der fünf besten Turner an jedem Gerät wurden dabei addiert.

## Ergebnisse
| Rang | Mannschaft |        |      |        |      |        |      |        |      |        |      |        |      | Gesamt  |
| Rang | Mannschaft | Punkte | Rang | Punkte | Rang | Punkte | Rang | Punkte | Rang | Punkte | Rang | Punkte | Rang | Gesamt  |
| ---- | --- | ------ | ---- | ------ | ---- | ------ | ---- | ------ | ---- | ------ | ---- | ------ | ---- | ------- |
| 1    | Japan Sawao Katō Shigeru Kasamatsu Eizō Kenmotsu Akinori Nakayama Mitsuo Tsukahara Teruichi Okamura                 | 96,000 | 1    | 93,150 | 3    | 94,000 | 1    | 95,600 | 1    | 95,150 | 1    | 97,350 | 1    | 571,250 |
| 2    | Sowjetunion Nikolai Andrianow Eduard Mikaeljan Alexander Malejew Wladimir Stschukin Wiktor Klimenko Michail Woronin | 94,800 | 2    | 93,250 | 2    | 93,300 | 2    | 94,300 | 2    | 93,900 | 2    | 94,500 | 2    | 564,050 |
| 3    | DDR Klaus Köste Matthias Brehme Wolfgang Klotz Wolfgang Thüne Reinhard Rychly Jürgen Paeke                          | 93,400 | 3    | 93,350 | 1    | 92,200 | 3    | 93,550 | 3    | 93,150 | 3    | 94,050 | 3    | 559,700 |
| 4    | Polen Sylwester Kubica Andrzej Szajna Mikołaj Kubica Wilhelm Kubica Jerzy Kruża Mieczysław Strzałka                 | 92,000 | 5    | 92,300 | 4    | 91,500 | 4    | 92,150 | 4    | 92,200 | 4    | 90,950 | 6    | 551,100 |
| 5    | BR Deutschland Walter Mössinger Bernd Effing Günter Spies Eberhard Gienger Heinz Häussler Reinhard Ritter           | 93,000 | 4    | 90,600 | 11   | 89,550 | 6    | 90,800 | 6    | 90,800 | 6    | 91,650 | 4    | 546,400 |
| 6    | Nordkorea Li Song-sob Kim Song-yu Kim Song-il Jo Jong-ryol Shin Heung-do Ho Yun-hang                                | 91,700 | 6    | 90,550 | 12   | 88,500 | 9    | 91,750 | 5    | 91,300 | 5    | 91,250 | 5    | 545,050 |
| 7    | Rumänien Nicolae Oprescu Petre Mihăiuc Gheorghe Păunescu Dan Grecu Mircea Gheorghiu Constantin Petrescu             | 89,500 | 12   | 91,700 | 7    | 88,550 | 8    | 89,100 | 9    | 90,300 | 5    | 89,750 | 8    | 538,900 |
| 8    | Ungarn Imre Molnár Zoltán Magyar István Bérczi István Kiss Béla Herczeg Antal Kisteleki                             | 91,000 | 7    | 91,750 | 6    | 90,100 | 5    | 88,850 | 10   | 88,000 | 11   | 88,900 | 9    | 538,600 |
| 9    | Tschechoslowakei Vladislav Nehasil Jiří Fejtek Ladislav Morava Pavel Stanovský Bohumil Mudřík Miloslav Netušil      | 90,850 | 8    | 92,100 | 5    | 89,000 | 7    | 89,650 | 8    | 88,700 | 8    | 88,250 | 13   | 538,550 |
| 10   | Vereinigte Staaten John Crosby Makoto Sakamoto Steven Hug Marshall Avener George Greenfield Jim Culhane             | 89,850 | 11   | 90,900 | 8    | 85,750 | 12   | 90,250 | 7    | 88,600 | 9    | 88,500 | 12   | 533,850 |
| 11   | Schweiz Peter Rohner Robert Bretscher Edwin Greutmann Philippe Gaille Max Brühwiler Hans Ettlin                     | 90,100 | 10   | 90,800 | 9    | 87,550 | 10   | 87,600 | 11   | 86,950 | 12   | 90,000 | 7    | 533,000 |
| 12   | Jugoslawien Ivica Hmjelovac Milenko Kersnić Janez Brodnik Miloš Vratič Zoran Ivanović Drago Šoštarić                | 90,600 | 9    | 90,750 | 10   | 87,150 | 11   | 86,750 | 12   | 86,200 | 14   | 88,650 | 11   | 530,100 |
| 13   | Frankreich Henri Boërio Christian Guiffroy Jean-Pierre Miens Georges Guelzec Christian Deuza Bernard Farjat         | 89,100 | 13   | 90,050 | 13   | 83,100 | 13   | 85,200 | 15   | 86,450 | 13   | 88,750 | 10   | 522,650 |
| 14   | Kuba Jorge Cuervo Jorge Rodríguez Emilio Sagré René Badell Luis Ramírez Roberto Richards                            | 88,150 | 15   | 88,950 | 14   | 81,400 | 15   | 84,850 | 16   | 88,300 | 10   | 88,250 | 13   | 519,900 |
| 15   | Bulgarien Iwan Kondew Stefan Zoew Geno Radew Dimitar Kojtschew Dimitar Dimitrow Boschidar Iliew                     | 87,850 | 16   | 87,800 | 15   | 81,700 | 14   | 86,550 | 13   | 86,150 | 15   | 86,300 | 15   | 516,350 |
| 16   | Italien Maurizio Milanetto Fedele Spatazza Franco Donegà Carmine Luppino Luigi Coppa Adolfo Lampronti               | 88,450 | 14   | 86,500 | 16   | 81,300 | 16   | 85,350 | 14   | 84,050 | 16   | 84,450 | 16   | 510,100 |